# Екпин
Екпин (каз. Екпін, до 1989 г. — Жданово) — село в Аксуатском районе Абайской области Казахстана. Административный центр Екпинского сельского округа. Код КАТО — 635837100.

## Население
В 1999 году население села составляло 2055 человек (1071 мужчина и 984 женщины). По данным переписи 2009 года, в селе проживал 1581 человек (793 мужчины и 788 женщин).